# Wintonotitan
Wintonotitan wattsi
Genre
Espèce
Wintonotitan est un genre éteint de grands dinosaures sauropodes tétrapodes, un titanosaure de l'Albien supérieur (Crétacé inférieur) découvert dans la formation de Winton en Australie,.
Une seule espèce est rattachée au genre, Wintonotitan wattsi, décrite par Scott A. Hocknull (d) et son équipe en 2009.

## Étymologie
Le nom de genre Wintonotitan est composé du nom de la ville de « Winton » dans le Queensland, la ville australienne près de laquelle les restes fossiles de l'animal ont été trouvés en 1974 par Keith Watts et de « Titans », divinités grecques primordiales, dont le nom commun français « titan » indique une taille exceptionnelle.
Le nom d’espèce wattsi honore le découvreur.

## Paléobiologie

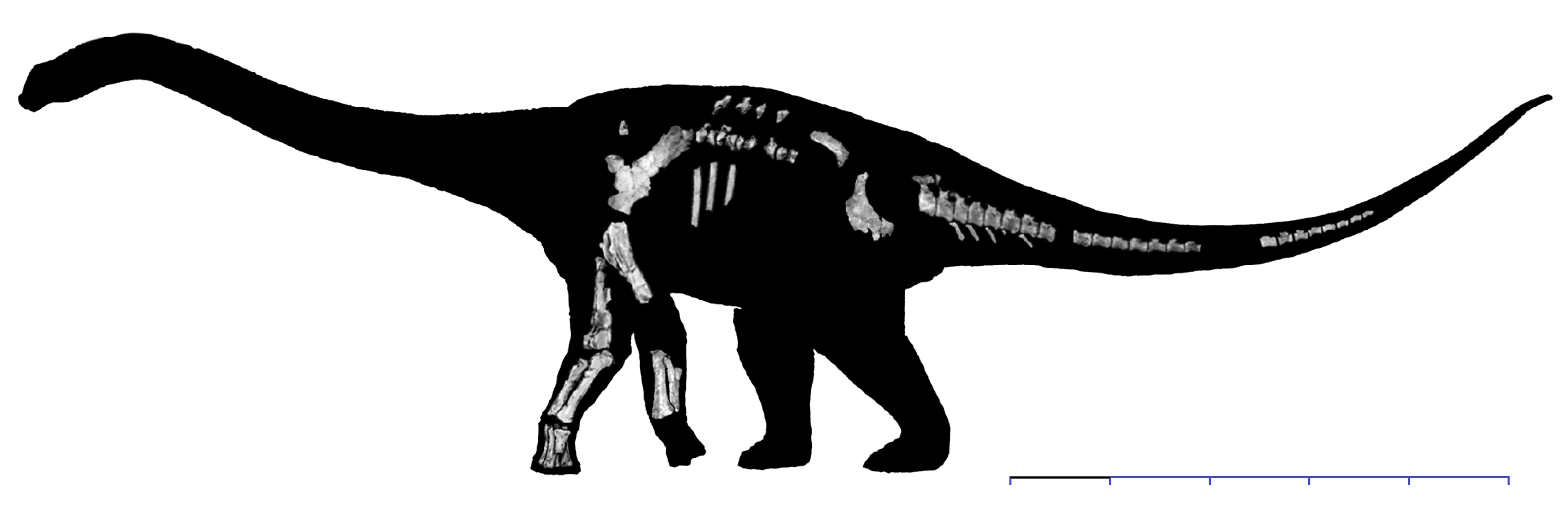
Silhouette de Wintonotitan wattsi avec la position des os retrouvés.

Wintonotitan a été découvert dans un banc de grès déposé sur une barre de méandre fluviale. Les autres fossiles associés au dinosaure incluent une dent de théropode, des restes de poissons et une grande variété de débris de plantes.

## Classification
Wintonotitan est considéré comme un titanosaure basal. Deux analyses phylogénétiques en 2017 et 2019, le classent comme un Titanosauriformes, vraisemblablement rattaché au clade des Somphospondyli,.

## Publication originale
- (en) Scott A. Hocknull, Matt A. White, Travis R. Tischler, Alex G. Cook, Naomi D. Calleja, Trish Sloan et David A. Elliott, « New Mid-Cretaceous (latest Albian) dinosaurs fromWinton, Queensland, Australia », PLOS One, PLoS, vol. 4, no 7,‎ 2009, e6190 (ISSN 1932-6203, OCLC 228234657, PMID 19584929, PMCID 2703565, DOI 10.1371/JOURNAL.PONE.0006190, lire en ligne).